# Henry Percy, 9. Earl of Northumberland

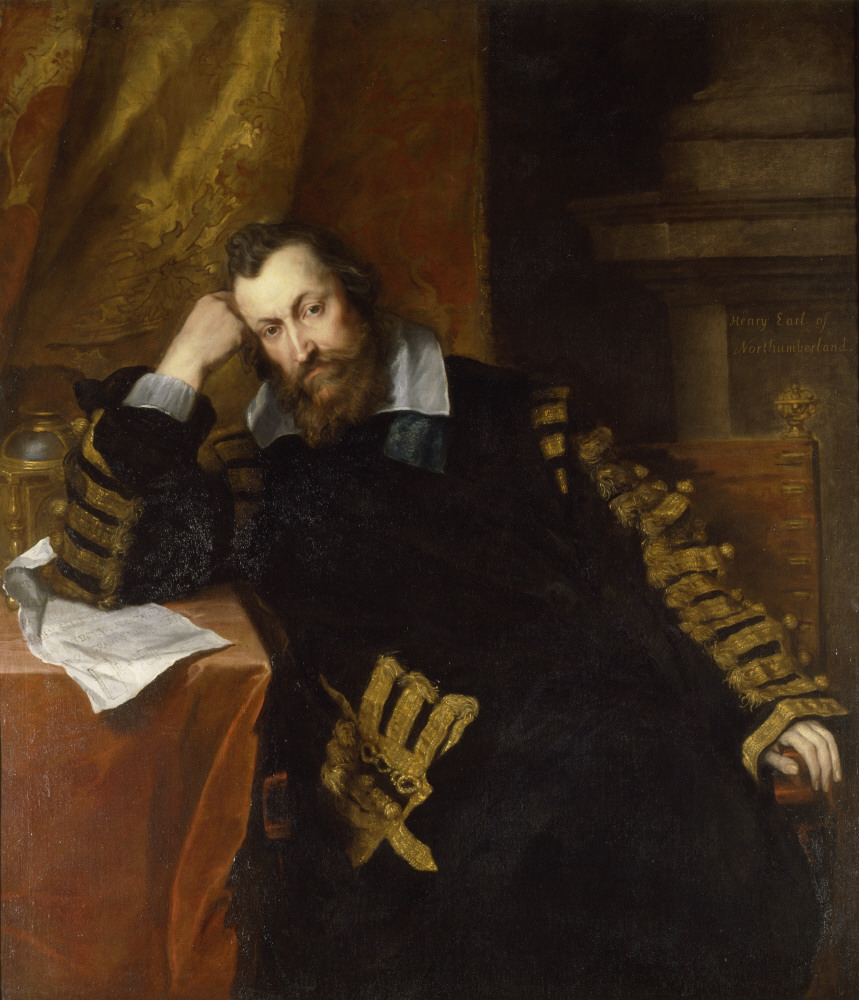
Henry Percy, 9. Earl of Northumberland (1564–1632), The Wizard Earl

Henry Percy, 9. Earl of Northumberland KG (* 27. April 1564 in Tynemouth; † 5. November 1632) war eine mächtige intellektuelle und kulturelle Persönlichkeit des englischen Hochadels.
Er erhielt wegen seiner wissenschaftlichen Ambitionen, seiner alchemistischen Experimente, seinem Interesse für Kartographie und seiner großen Bibliothek den Beinamen The Wizard Earl (Graf „Hexenmeister“). Seine leichte Schwerhörigkeit und Sprechstörung hinderten ihn nicht daran, einer der wichtigsten intellektuellen und kulturellen Persönlichkeiten seiner Generation mit Einfluss und Reichtum geworden zu sein.

## Leben
Percy wurde im Schloss Tynemouth als Sohn des 8. Earl of Northumberland geboren, dessen Nachfolger er 1585 wurde. Er gehörte zu den reichsten Adligen Englands. Obwohl sein Titel aus Nordengland stammte, besaß er auch Anwesen in Südengland, in Petworth House und in Syon House, einige Meilen nördlich von Richmond (London), die er 1594 durch seine Heirat mit Lady Dorothy Devereux, Witwe von Sir Thomas Perrot und Schwester von Robert Devereux, 2. Earl of Essex, erworben hatte. Aus der Ehe mit Dorothy gingen nach zwei frühen Kindsverlusten (1597) zwei Töchter Dorothy (1598) und Lucy (1600) und zwei Söhne Algernon, 10. Earl of Northumberland (1602) und Henry (1605) hervor. Ihre Tochter Dorothy heiratete Robert Sidney, 2. Earl of Leicester.

## Leben in Haft (1606–1621)
Sein Vetter Thomas Percy (1560–1605), Chief Officer im Norden Englands gehörte zu den fünf Hauptverschwörern der Schießpulververschwörung (Gunpowder Plot) vom 5. November 1605. Durch die Aufdeckung der Verschwörung wurde Henry Percy von der Regierung unter Jakob I. verdächtigt, an dem Verrat beteiligt gewesen zu sein. Er wurde deshalb im Juni 1606 von der Star Chamber zu einer lebenslangen Haftstrafe im Tower-Gefängnis von London einschließlich des Verlustes aller öffentlichen Ämter und einer Geldstrafe (30.000 Pfund) verurteilt. Er kam erst im Alter von 57 Jahren 1621 wieder frei.
Seine Aufenthaltsbedingungen im Tower waren komfortabel. Seine Wohnung befand sich im Martin Tower mit guter Aussicht. Seine Unterbringungsbedingungen erlaubten ihm, ca. 20 Bedienstete zu beherbergen, teilweise seine jugendlichen Söhne zu erziehen und eine eigene Bibliothek zu halten. Er hatte im Tower-Gefängnis fast freien Zugang seiner Freunde wie z. B. Thomas Harriot, Sir Walter Raleigh (zeitweilig Haftgenosse), den Mathematikern Walter Warner, Thomas Allen und Nicholas Hill, dem Ingenieur und Schusswaffenkundler  Robert Norton, Robert Hues, Robert Flood, Nathaniel Torporley u. v. a.
Mit Raleigh diskutierte er wissenschaftliche Ideen und machte Experimente. Harriot, der von Raleigh 1588/89 eingeführt worden und von Henry Percy als Tutor und Haus-Wissenschaftler angestellt war, unterwies ihn u. a. in navigatorischer Himmelskunde. Von 1598 (oder 1607?) lebte Harriot in Percys Anwesen Syon House nahe Richmond. Hier fertigte Harriot bereits Karten des Mondes an, Monate bevor Galileo dies gelang. Es wird bericht, dass er neben Mond und Venus zwischen Dezember 1610 and Januar 1612/13, fast 200 Sonnenflecken beschrieb.
Raleigh musste als Staatsgefangener und als medizinischer Genius der königlichen Familie Rezepte verschreiben. Raleigh hatte bereits ein umgewandeltes Hühnerhaus als eine Destillations-Station benutzt, als Henry Percy ihm in den Tower folgte und sie dort gemeinsam eine neue Destillations-Einrichtung konstruierten, um u. a. esoterische Tischgetränke und Medizin herzustellen. Zeitgenossen haben Percy u. a. aus diesem Grund den Namen „the Wizard Earl“ gegeben.
Von Henry Percy sind posthum zwei „wissenschaftliche“ Arbeiten bekannt geworden worden. In der einen, unbetitelten Arbeit befreit sich Henry Percy von der aristotelischen Position, dass es kein Vakuum in der Natur gäbe. Die Arbeit weist auf Harriots „atomistischen“ Einfluss hin. In der zweiten Arbeit („Advice to his Son“) befasst er sich mit Prinzipien der Erziehung.

## Die Schule der Nacht
Henry Percy soll zu einer vermuteten „geheimen“ Vereinigung (auch als Schule der Nacht bezeichnet) von Intellektuellen, ausgewählten Mitgliedern des fortschrittlichen Adels und gebildeter Bürger einschließlich Mathematikern, Astronomen, Reisenden der Neuen Welt, Geographen, Philosophen, Dichtern u. a. gehört haben, (neben anderen wie Lord Strange, Thomas Harriot, William Warner, Christopher Marlowe, George Chapman, Mathew Roydon, Richard Baines (der gegen Marlowe in dem Verfahren um Marlowes Atheismus aussagte), Sir George Carey u. a.) Diese sollen sich heimlich getroffen haben, um über neue Entwicklungen hinsichtlich Religion, Atheismus, Machiavellismus etc. zu diskutieren. Es gibt allerdings keine gesicherten Quellen, die belegen können, dass sich all diese Personen kannten. Es existieren hingegen verschiedene Quellen bereits im Elisabethanischen Zeitalter, die über Verbindungen verschiedener dieser Personen spekulierten.

## Marlowe und Henry Percy
Dass Henry Percy der Patron des Dichters Christopher Marlowe gewesen sein dürfte, ist aufgrund zeitgenössische Quellen zu vermuten. Als Marlowe 1592 wegen einer vermuteten Münzfälschung in Vlissingen durch Richard Baines in Bedrängnis geriet, berief Marlowe sich laut des sog. „Flushing Briefes“ von Robert Sidney an Lord Burghley explizit auf seine Verbindung zu Henry Percy (The scholer [Marlowe] sais himself to be very well known …. to the Earle of Northumberland). Daneben existieren zeitgenössische Quellen (Anklage gegen „Richard Cholmley“), die eine Verbindung von Marlowe zu Henry Percys Freund Raleigh aufzeigen (…that Marlowe told him that he hath read the atheist lecture to Sir Walter Raleigh and others. ). In der Anklage um den Tod von Christopher Marlowe formuliert der Informant Richard Baines (2. Juni 1593 – Folgetag von Marlowes „offiziellem“ Tod) mit den Worten Marlowes ( he affirmed that Moses was but a Juggler and that one Hariot, being Sir W. Raleighs man can do more than he…).